# Swiss Indoors Basel 2012 - Qualificazioni singolare
Le qualificazioni del singolare dello Swiss Indoors Basel 2012 sono state un torneo di tennis preliminare per accedere alla fase finale della manifestazione. I vincitori dell'ultimo turno sono entrati di diritto nel tabellone principale. In caso di ritiro di uno o più giocatori aventi diritto a questi sono subentrati i lucky loser, ossia i giocatori che hanno perso nell'ultimo turno ma che avevano una classifica più alta rispetto agli altri partecipanti che avevano comunque perso nel turno finale.

## Teste di serie
1. Radek Štěpánek (qualificato)
2. Victor Hănescu (ultimo turno, Lucky Loser)
3. Łukasz Kubot (qualificato)
4. Tobias Kamke (ultimo turno)

1. Andrej Kuznecov (qualificato)
2. Steve Darcis (primo turno)
3. Benjamin Becker (qualificato)
4. Björn Phau (ultimo turno)

## Qualificati
1. Radek Štěpánek
2. Andrej Kuznecov

1. Łukasz Kubot
2. Benjamin Becker

### Lucky Loser
1. Victor Hănescu

## Tabellone

### Legenda
| - Q = Qualificato - WC = Wild card - LL = Lucky loser | - ALT = Alternate - SE = Special Exempt - PR = Protected Ranking | - w/o = Walkover - r = Ritirato - d = Squalificato |

### Sezione 1
|  | Primo turno | Primo turno       | Primo turno    | Primo turno | Primo turno |  |  | Ultimo turno | Ultimo turno   | Ultimo turno   | Ultimo turno | Ultimo turno |  |
|  |             |                   |                |             |             |  |  |              |                |                |              |              |  |
|  | 1           | Radek Štěpánek    | 4              | 6           | 6           |  |  |              |                |                |              |              |  |
|  |             | Sergiy Stakhovsky | 6              | 3           | 3           |  |  | 1            | Radek Štěpánek | Radek Štěpánek | 7            | 6            |  |
|  |             | Michaël Llodra    | Michaël Llodra | 6           | 6           |  |  |              | Michaël Llodra | Michaël Llodra | 6            | 3            |  |
|  | 6           | Steve Darcis      | Steve Darcis   | 2           | 1           |  |  |              |                |                |              |              |  |

### Sezione 2
|  | Primo turno | Primo turno     | Primo turno     | Primo turno | Primo turno |  |  | Ultimo turno | Ultimo turno    | Ultimo turno    | Ultimo turno | Ultimo turno |  |
|  |             |                 |                 |             |             |  |  |              |                 |                 |              |              |  |
|  | 2           | Victor Hănescu  | Victor Hănescu  | 6           | 6           |  |  |              |                 |                 |              |              |  |
|  | WC          | Ernests Gulbis  | Ernests Gulbis  | 3           | 3           |  |  | 2            | Victor Hănescu  | Victor Hănescu  | 1            | r            |  |
|  | WC          | Michael Lammer  | Michael Lammer  | 4           | 2           |  |  | 5            | Andrej Kuznecov | Andrej Kuznecov | 4            |              |  |
|  | 5           | Andrej Kuznecov | Andrej Kuznecov | 6           | 6           |  |  |              |                 |                 |              |              |  |

### Sezione 3
|  | Primo turno | Primo turno        | Primo turno  | Primo turno | Primo turno |  |  | Ultimo turno | Ultimo turno | Ultimo turno | Ultimo turno | Ultimo turno |  |
|  |             |                    |              |             |             |  |  |              |              |              |              |              |  |
|  | 3           | Łukasz Kubot       | 6            | 67          | 7           |  |  |              |              |              |              |              |  |
|  |             | Matthias Bachinger | 3            | 7           | 62          |  |  | 3            | Łukasz Kubot | 62           | 6            | 6            |  |
|  | WC          | Sandro Ehrat       | Sandro Ehrat | 1           | 4           |  |  | 8            | Björn Phau   | 7            | 2            | 0            |  |
|  | 8           | Björn Phau         | Björn Phau   | 6           | 6           |  |  |              |              |              |              |              |  |

### Sezione 4
|  | Primo turno | Primo turno     | Primo turno     | Primo turno | Primo turno |  |  | Ultimo turno | Ultimo turno    | Ultimo turno    | Ultimo turno | Ultimo turno |  |
|  |             |                 |                 |             |             |  |  |              |                 |                 |              |              |  |
|  | 4           | Tobias Kamke    | Tobias Kamke    | 6           | 6           |  |  |              |                 |                 |              |              |  |
|  | Alt         | Josselin Ouanna | Josselin Ouanna | 3           | 4           |  |  | 4            | Tobias Kamke    | Tobias Kamke    | 3            | 5            |  |
|  |             | Florent Serra   | Florent Serra   | 63          | 3           |  |  | 7            | Benjamin Becker | Benjamin Becker | 6            | 7            |  |
|  | 7           | Benjamin Becker | Benjamin Becker | 7           | 6           |  |  |              |                 |                 |              |              |  |